# The Heartbreakers
The Heartbreakers war eine Punkband aus New York.

## Geschichte
The Heartbreakers wurden im Mai 1975 in New York von Gitarrist Johnny Thunders und Schlagzeuger Jerry Nolan, die beide die New York Dolls verlassen hatten, und von Bassist Richard Hell, ehemaliges Mitglied von Television, gegründet. Nach wenigen Auftritten wurde zusätzlich Gitarrist Walter Lure (1949–2020) aufgenommen. 1976 wurde Hell durch Billy Rath ersetzt. Hell gründete seine eigene Band Richard Hell and the Voidoids.
Als die UK-Punkszene ihren Höhepunkt erreichte, waren The Heartbreakers vor Ort und spielten mehrere Konzerte in London. Die Sex Pistols wurden auf sie aufmerksam und sie wurden als Vorband, zusammen mit The Clash und The Damned, auf die „Anarchy Tour“ mitgenommen. Kurze Zeit später unterzeichneten sie bei „Track Records“ einen Plattenvertrag und nahmen ihr Debüt- und einziges Studioalbum L.A.M.F. auf. Bei der Endabmischung kam es zum Streit zwischen den Bandmitgliedern und die Band löste sich auf. L.A.M.F. steht für Like a MotherFucker.
Zum Abschiedskonzert im Nachtclub Max’s Kansas City in New York kam die Band wieder zusammen; bis auf Schlagzeuger Jerry Nolan, der durch Ty Stix ersetzt wurde. Es entstand dabei das Album Live at Max’s Kansas City ’79. Bei Livekonzerten spielte die Band neben den Titeln ihres Studioalbums vor allem Songs der New York Dolls oder Titel, die Johnny Thunders während seiner Zeit als Solist geschrieben hatte.
Bis zum Tod von Johnny Thunders kam die Band zu vereinzelten Konzerten immer wieder zusammen. Am 14. Januar 1992 starb Jerry Nolan an den Folgen einer bakteriellen Gehirnhautentzündung und eines Schlaganfalls. Richard Hell widmete sich primär seiner Dichtung und Spoken-Word-Auftritten. Walter Lure machte weiterhin Musik und trat regelmäßig mit seiner Band The Waldos auf, die vor allem Heartbreakers-Songs spielt. Billy Rath (1948–2014) verstarb am 16. August 2014 an den Folgen einer Krebserkrankung. Mit dem Tod von Walter Lure im August 2020 starb das letzte noch lebende Mitglied der Heartbreakers in der Urbesetzung.

## Diskografie
- 1977 L.A.M.F.
- 1979 Live at Max’s Kansas City ’79
- 1984 Live at The Lyceum Ballroom 1984
- 1991 Live at Mothers
- 1991 What Goes Around
- 1992 Vive la Révolution Live in Paris – Le Bataclan – 8. Dezember 1977
- 2002 Thunderstorm in Detroit Live at the Silverbird – 21. Dezember 1980
- 2005 Down to Kill